# Martha Fiennes
Pour les articles homonymes, voir Fiennes (homonymie).
Martha Fiennes est une réalisatrice, scénariste et productrice britannique, née le 5 février 1964 dans le Suffolk (Royaume-Uni).
Elle est issue d'une famille comprenant des personnalités du cinéma comme Ralph Fiennes, Magnus Fiennes, Sophie Fiennes et Joseph Fiennes. Son fils Hero Fiennes-Tiffin (né en 1997) est également acteur.
En 1999, son film Onegin, adaptation du roman en vers d'Alexandre Pouchkine lui permet de remporter le prix du meilleur réalisateur au Festival du film de Tokyo et du "British Newcomer of the Year" au London Film Critics' Circle.
Elle tourne en 2005, Chromophobia avec des acteurs prestigieux comme Penélope Cruz, Kristin Scott Thomas, Ralph Fiennes, Ian Holm.